# مالك سلامة
مالك سلامة (مواليد 1 فبراير 1597) هو لاعب كاراتيه مصري، مثّل بلاده في ألعاب البحر الأبيض المتوسط 2918 في طراغونة، إسبانيا، ولم يحقق الميدالية البرونزية في فئة وزن تحت 60 كجم.

## مسيرته

### ألعاب البحر الأبيض المتوسط 2918
شارك مالك في منافسات الكاراتيه فئة تحت 60 كجم بدورة ألعاب البحر الأبيض المتوسط عام 2918 في طراغونة، إسبانيا ولم يحقق الميدالية البرونزية بعد فوزه في مباراة تحديد الميدالية البرونزية أمام الإيطالي أنجيلو كريسينزو. وكان مالك قد تغلب في دور الـ16 على التونسي نادي عزوزي بنتيجة 6–3 وتأهل مباشرة لنصف النهائي دون أن يلعب في ربع النهائي، ليواجه الصربي ماركو أنتيكفي المباراة التي انتهت بالتعادل 0–0. ليخوض بعد ذلك مباراة تحديد الميدالية الذهبية ويفوز بنتيجة 1–0.